# Pouant
Pouant és un municipi francès situat al departament de la Viena i a la regió de la Nova Aquitània. L'any 2007 tenia 427 habitants.

## Demografia

### Població
El 2007 la població de fet de Pouant era de 427 persones. Hi havia 169 famílies de les quals 38 eren unipersonals (19 homes vivint sols i 19 dones vivint soles), 50 parelles sense fills, 54 parelles amb fills i 27 famílies monoparentals amb fills.
La població ha evolucionat segons el següent gràfic:
Habitants censats

### Habitatges
El 2007 hi havia 219 habitatges, 175 eren l'habitatge principal de la família, 29 eren segones residències i 15 estaven desocupats. 216 eren cases i 1 era un apartament. Dels 175 habitatges principals, 139 estaven ocupats pels seus propietaris, 31 estaven llogats i ocupats pels llogaters i 6 estaven cedits a títol gratuït; 1 tenia una cambra, 11 en tenien dues, 23 en tenien tres, 37 en tenien quatre i 104 en tenien cinc o més. 152 habitatges disposaven pel capbaix d'una plaça de pàrquing. A 85 habitatges hi havia un automòbil i a 74 n'hi havia dos o més.

### Piràmide de població
La piràmide de població per edats i sexe el 2009 era:
| Homes | Edats   | Dones |
| ----- | ------- | ----- |
| 0     | 95 o +  | 4     |
| 4     | 90 a 94 | 0     |
| 0     | 85 a 89 | 8     |
| 16    | 80 a 84 | 4     |
| 4     | 75 a 79 | 20    |
| 4     | 70 a 74 | 4     |
| 20    | 65 a 69 | 8     |
| 12    | 60 a 64 | 8     |
| 4     | 55 a 59 | 20    |
| 8     | 50 a 54 | 12    |
| 16    | 45 a 49 | 8     |
| 20    | 40 a 44 | 8     |
| 8     | 35 a 39 | 20    |
| 20    | 30 a 34 | 20    |
| 24    | 25 a 29 | 28    |
| 20    | 20 a 24 | 24    |
| 8     | 15 a 19 | 4     |
| 12    | 10 a 14 | 20    |
| 12    | 5 a 9   | 28    |
| 8     | 0 a 4   | 8     |

## Economia
El 2007 la població en edat de treballar era de 275 persones, 202 eren actives i 73 eren inactives. De les 202 persones actives 178 estaven ocupades (105 homes i 73 dones) i 25 estaven aturades (9 homes i 16 dones). De les 73 persones inactives 25 estaven jubilades, 23 estaven estudiant i 25 estaven classificades com a «altres inactius».

### Ingressos
El 2009 a Pouant hi havia 176 unitats fiscals que integraven 434,5 persones, la mediana anual d'ingressos fiscals per persona era de 15.890 €.

### Activitats econòmiques
Dels 12 establiments que hi havia el 2007, 2 eren d'empreses de fabricació d'altres productes industrials, 2 d'empreses de construcció, 2 d'empreses de comerç i reparació d'automòbils, 1 d'una empresa d'hostatgeria i restauració, 2 d'empreses financeres, 1 d'una empresa immobiliària, 1 d'una empresa de serveis i 1 d'una empresa classificada com a «altres activitats de serveis».
Dels 4 establiments de servei als particulars que hi havia el 2009, 1 era una fusteria, 1 empresa de construcció, 1 restaurant i 1 agència immobiliària.
L'any 2000 a Pouant hi havia 36 explotacions agrícoles que ocupaven un total de 1.968 hectàrees.

## Equipaments sanitaris i escolars
El 2009 hi havia una escola elemental integrada dins d'un grup escolar amb les comunes properes formant una escola dispersa.

## Poblacions més properes
El següent diagrama mostra les poblacions més properes.